# Château de Banloc

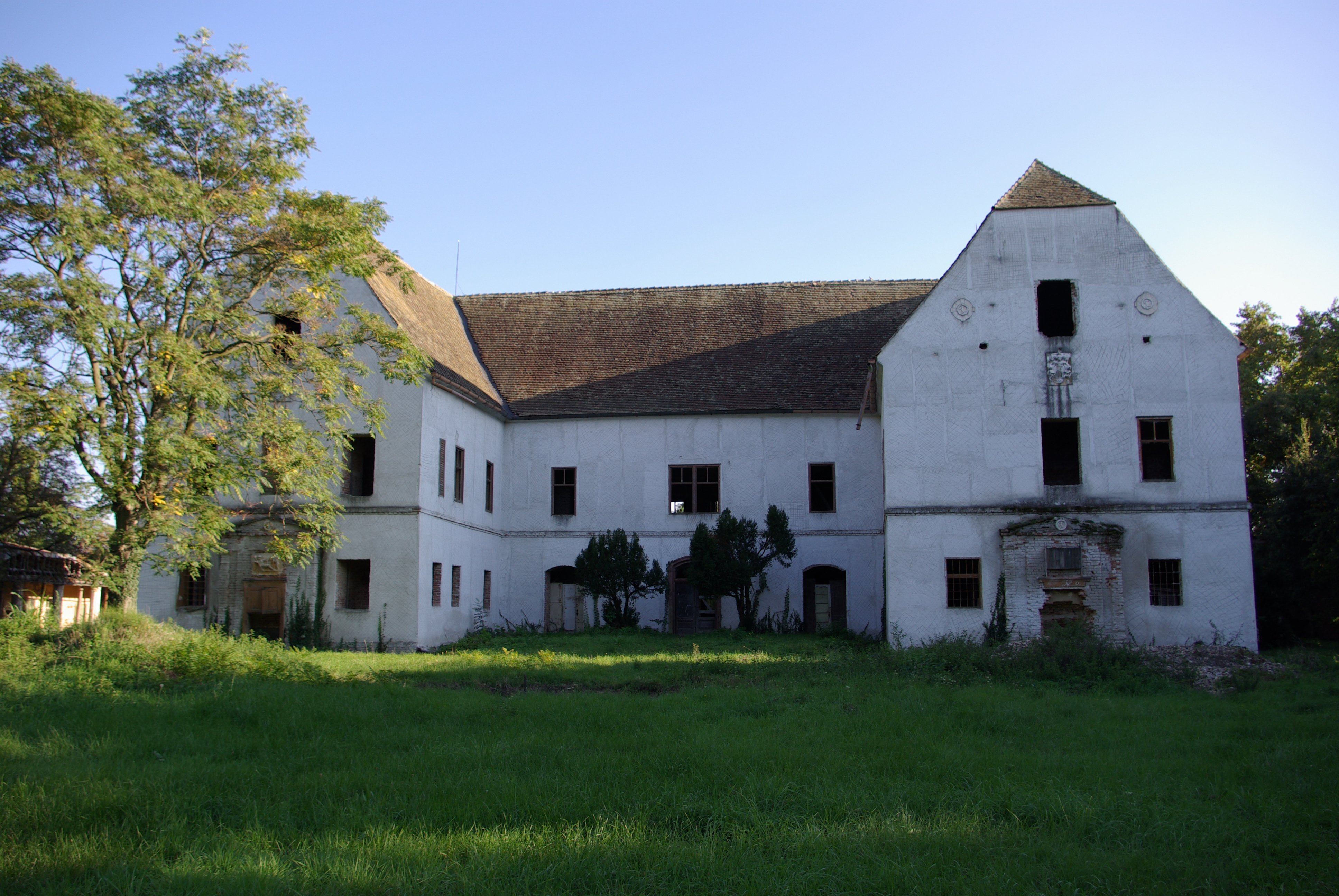
Le château de Banloc en 2007.

Le château de Banloc est une ancienne résidence royale roumaine située à Banloc, dans le județ de Timiș, en Roumanie. 
Construit en 1793 sur les fondations d'un château plus ancien, Banloc est d'abord la résidence des comtes Karátsonyi, qui en conservent la possession jusqu'en 1935. À cette date, le château est racheté par la princesse Élisabeth de Roumanie, qui y effectue d'importants travaux de restauration et d'aménagement. 
Confisqué par le régime communiste en 1947, le château de Banloc subit d'importantes dégradations, avant d'être affecté à différentes activités. Transformé en ferme d'État (1950-1956) puis en domaine forestier (1956-1958), il devient ensuite hospice pour personnes âgées (1958-1964) puis orphelinat (1966-1983) et enfin groupe scolaire (1983-1991).
Le château et son parc sont classés Monuments historique de Roumanie (avec un intérêt national).